# Tournoi féminin de France de rugby à sept 2016
Ne doit pas être confondu avec Tournoi de France de rugby à sept 2016.
Navigation
2017
Le Tournoi féminin de France de rugby à sept 2016 est la cinquième et dernière étape de la saison 2015-2016 du World Rugby Women's Sevens Series. Elle se déroule sur deux jours du 28 au 29 mai 2016 au stade Gabriel-Montpied de Clermont-Ferrand.
Cette édition est remportée par le Canada, après avoir battu l'Australie en finale.

## Équipes participantes
Douze équipes participent au tournoi, dont une invitée.
- Angleterre
- Australie
- Canada
- Espagne
- États-Unis
- Fidji
- France
- Irlande
- Japon
- Kenya
- Nouvelle-Zélande
- Russie

## Tournoi principal

### Phase de poules

#### Poule A
| Rang | Pays       | J | V | N | D | Pm | Pe | Diff | Pts |
| ---- | ---------- | - | - | - | - | -- | -- | ---- | --- |
| 1    | Angleterre | 3 | 3 | 0 | 0 | 74 | 14 | +60  | 9   |
| 2    | Espagne    | 3 | 2 | 0 | 1 | 56 | 42 | +14  | 7   |
| 3    | États-Unis | 3 | 1 | 0 | 2 | 48 | 38 | +10  | 5   |
| 4    | Kenya      | 3 | 0 | 0 | 3 | 05 | 90 | -85  | 3   |

|  | Qualifiée pour la Cup                   |
|  | Qualifiée pour les matchs de classement |

| 28 mai 2016 | Angleterre | 26 - 7 | États-Unis | stade Gabriel-Montpied, Clermont-Ferrand |
| 28 mai 2016 |            |        |            | stade Gabriel-Montpied, Clermont-Ferrand |
| 28 mai 2016 |            |        |            | stade Gabriel-Montpied, Clermont-Ferrand |

| 28 mai 2016 | Espagne | 37 - 5 | Kenya | stade Gabriel-Montpied, Clermont-Ferrand |
| 28 mai 2016 |         |        |       | stade Gabriel-Montpied, Clermont-Ferrand |
| 28 mai 2016 |         |        |       | stade Gabriel-Montpied, Clermont-Ferrand |

| 28 mai 2016 | Angleterre | 22 - 0 | Kenya | stade Gabriel-Montpied, Clermont-Ferrand |
| 28 mai 2016 |            |        |       | stade Gabriel-Montpied, Clermont-Ferrand |
| 28 mai 2016 |            |        |       | stade Gabriel-Montpied, Clermont-Ferrand |

| 28 mai 2016 | Espagne | 12 - 10 | États-Unis | stade Gabriel-Montpied, Clermont-Ferrand |
| 28 mai 2016 |         |         |            | stade Gabriel-Montpied, Clermont-Ferrand |
| 28 mai 2016 |         |         |            | stade Gabriel-Montpied, Clermont-Ferrand |

| 28 mai 2016 | Angleterre | 26 - 7 | Espagne | stade Gabriel-Montpied, Clermont-Ferrand |
| 28 mai 2016 |            |        |         | stade Gabriel-Montpied, Clermont-Ferrand |
| 28 mai 2016 |            |        |         | stade Gabriel-Montpied, Clermont-Ferrand |

| 28 mai 2016 | États-Unis | 31 - 0 | Kenya | stade Gabriel-Montpied, Clermont-Ferrand |
| 28 mai 2016 |            |        |       | stade Gabriel-Montpied, Clermont-Ferrand |
| 28 mai 2016 |            |        |       | stade Gabriel-Montpied, Clermont-Ferrand |

#### Poule B
| Rang | Pays             | J | V | N | D | Pm | Pe | Diff | Pts |
| ---- | ---------------- | - | - | - | - | -- | -- | ---- | --- |
| 1    | Nouvelle-Zélande | 3 | 3 | 0 | 0 | 91 | 17 | +74  | 9   |
| 2    | Canada           | 3 | 1 | 0 | 2 | 67 | 46 | +21  | 7   |
| 3    | Russie           | 3 | 1 | 0 | 2 | 31 | 78 | -47  | 5   |
| 4    | Japon            | 3 | 1 | 0 | 2 | 32 | 80 | -48  | 3   |

|  | Qualifiée pour la Cup                   |
|  | Qualifiée pour les matchs de classement |

| 28 mai 2016 | Nouvelle-Zélande | 32 - 0 | Russie | stade Gabriel-Montpied, Clermont-Ferrand |
| 28 mai 2016 |                  |        |        | stade Gabriel-Montpied, Clermont-Ferrand |
| 28 mai 2016 |                  |        |        | stade Gabriel-Montpied, Clermont-Ferrand |

| 28 mai 2016 | Canada | 21 - 12 | Japon | stade Gabriel-Montpied, Clermont-Ferrand |
| 28 mai 2016 |        |         |       | stade Gabriel-Montpied, Clermont-Ferrand |
| 28 mai 2016 |        |         |       | stade Gabriel-Montpied, Clermont-Ferrand |

| 28 mai 2016 | Nouvelle-Zélande | 40 - 0 | Japon | stade Gabriel-Montpied, Clermont-Ferrand |
| 28 mai 2016 |                  |        |       | stade Gabriel-Montpied, Clermont-Ferrand |
| 28 mai 2016 |                  |        |       | stade Gabriel-Montpied, Clermont-Ferrand |

| 28 mai 2016 | Canada | 29 - 12 | Russie | stade Gabriel-Montpied, Clermont-Ferrand |
| 28 mai 2016 |        |         |        | stade Gabriel-Montpied, Clermont-Ferrand |
| 28 mai 2016 |        |         |        | stade Gabriel-Montpied, Clermont-Ferrand |

| 28 mai 2016 | Nouvelle-Zélande | 19 - 17 | Canada | stade Gabriel-Montpied, Clermont-Ferrand |
| 28 mai 2016 |                  |         |        | stade Gabriel-Montpied, Clermont-Ferrand |
| 28 mai 2016 |                  |         |        | stade Gabriel-Montpied, Clermont-Ferrand |

| 28 mai 2016 | Russie | 19 - 17 | Japon | stade Gabriel-Montpied, Clermont-Ferrand |
| 28 mai 2016 |        |         |       | stade Gabriel-Montpied, Clermont-Ferrand |
| 28 mai 2016 |        |         |       | stade Gabriel-Montpied, Clermont-Ferrand |

#### Poule C
| Rang | Pays      | J | V | N | D | Pm | Pe | Diff | Pts |
| ---- | --------- | - | - | - | - | -- | -- | ---- | --- |
| 1    | Australie | 3 | 3 | 0 | 0 | 93 | 17 | +76  | 9   |
| 2    | Fidji     | 3 | 2 | 0 | 1 | 33 | 58 | -25  | 7   |
| 3    | France    | 3 | 1 | 0 | 2 | 62 | 33 | +29  | 5   |
| 4    | Irlande   | 3 | 0 | 0 | 3 | 19 | 99 | -80  | 3   |

|  | Qualifiée pour la Cup                   |
|  | Qualifiée pour les matchs de classement |

| 28 mai 2016 | Australie | 34 - 0 | Fidji | stade Gabriel-Montpied, Clermont-Ferrand |
| 28 mai 2016 |           |        |       | stade Gabriel-Montpied, Clermont-Ferrand |
| 28 mai 2016 |           |        |       | stade Gabriel-Montpied, Clermont-Ferrand |

| 28 mai 2016 | France | 40 - 0 | Irlande | stade Gabriel-Montpied, Clermont-Ferrand |
| 28 mai 2016 |        |        |         | stade Gabriel-Montpied, Clermont-Ferrand |
| 28 mai 2016 |        |        |         | stade Gabriel-Montpied, Clermont-Ferrand |

| 28 mai 2016 | Australie | 40 - 5 | Irlande | stade Gabriel-Montpied, Clermont-Ferrand |
| 28 mai 2016 |           |        |         | stade Gabriel-Montpied, Clermont-Ferrand |
| 28 mai 2016 |           |        |         | stade Gabriel-Montpied, Clermont-Ferrand |

| 28 mai 2016 | France | 10 - 14 | Fidji | stade Gabriel-Montpied, Clermont-Ferrand |
| 28 mai 2016 |        |         |       | stade Gabriel-Montpied, Clermont-Ferrand |
| 28 mai 2016 |        |         |       | stade Gabriel-Montpied, Clermont-Ferrand |

| 28 mai 2016 | Australie | 19 - 12 | France | stade Gabriel-Montpied, Clermont-Ferrand |
| 28 mai 2016 |           |         |        | stade Gabriel-Montpied, Clermont-Ferrand |
| 28 mai 2016 |           |         |        | stade Gabriel-Montpied, Clermont-Ferrand |

| 28 mai 2016 | Fidji | 19 - 14 | Irlande | stade Gabriel-Montpied, Clermont-Ferrand |
| 28 mai 2016 |       |         |         | stade Gabriel-Montpied, Clermont-Ferrand |
| 28 mai 2016 |       |         |         | stade Gabriel-Montpied, Clermont-Ferrand |

## Phase finale

### Cup
|  | Quarts de finale                                        | Quarts de finale                                        |                                                         |                                                         | Demi-finales                                            | Demi-finales                                            |    |  | Finale                                                  | Finale                                                  |
|  | Quarts de finale                                        | Quarts de finale                                        |                                                         |                                                         | Demi-finales                                            | Demi-finales                                            |    |  | Finale                                                  | Finale                                                  |
|  |                                                         |                                                         |                                                         |                                                         |                                                         |                                                         |    |  |                                                         |                                                         |
|  | 29 mai 2016 au stade Gabriel-Montpied, Clermont-Ferrand | 29 mai 2016 au stade Gabriel-Montpied, Clermont-Ferrand |                                                         |                                                         | 29 mai 2016 au stade Gabriel-Montpied, Clermont-Ferrand | 29 mai 2016 au stade Gabriel-Montpied, Clermont-Ferrand |    |  | 29 mai 2016 au stade Gabriel-Montpied, Clermont-Ferrand | 29 mai 2016 au stade Gabriel-Montpied, Clermont-Ferrand |
|  | 29 mai 2016 au stade Gabriel-Montpied, Clermont-Ferrand | 29 mai 2016 au stade Gabriel-Montpied, Clermont-Ferrand |                                                         |                                                         | 29 mai 2016 au stade Gabriel-Montpied, Clermont-Ferrand | 29 mai 2016 au stade Gabriel-Montpied, Clermont-Ferrand |    |  | 29 mai 2016 au stade Gabriel-Montpied, Clermont-Ferrand | 29 mai 2016 au stade Gabriel-Montpied, Clermont-Ferrand |
|  | Angleterre                                              | 21                                                      |                                                         |                                                         | 29 mai 2016 au stade Gabriel-Montpied, Clermont-Ferrand | 29 mai 2016 au stade Gabriel-Montpied, Clermont-Ferrand |    |  | 29 mai 2016 au stade Gabriel-Montpied, Clermont-Ferrand | 29 mai 2016 au stade Gabriel-Montpied, Clermont-Ferrand |
|  | Angleterre                                              | 21                                                      |                                                         |                                                         | 29 mai 2016 au stade Gabriel-Montpied, Clermont-Ferrand | 29 mai 2016 au stade Gabriel-Montpied, Clermont-Ferrand |    |  | 29 mai 2016 au stade Gabriel-Montpied, Clermont-Ferrand | 29 mai 2016 au stade Gabriel-Montpied, Clermont-Ferrand |
|  | États-Unis                                              | 12                                                      |                                                         |                                                         | 29 mai 2016 au stade Gabriel-Montpied, Clermont-Ferrand | 29 mai 2016 au stade Gabriel-Montpied, Clermont-Ferrand |    |  | 29 mai 2016 au stade Gabriel-Montpied, Clermont-Ferrand | 29 mai 2016 au stade Gabriel-Montpied, Clermont-Ferrand |
|  | États-Unis                                              | 12                                                      | Angleterre                                              | 10                                                      |                                                         |                                                         |    |  | 29 mai 2016 au stade Gabriel-Montpied, Clermont-Ferrand | 29 mai 2016 au stade Gabriel-Montpied, Clermont-Ferrand |
|  | 29 mai 2016 au stade Gabriel-Montpied, Clermont-Ferrand |                                                         | Angleterre                                              | 10                                                      |                                                         |                                                         |    |  | 29 mai 2016 au stade Gabriel-Montpied, Clermont-Ferrand | 29 mai 2016 au stade Gabriel-Montpied, Clermont-Ferrand |
|  |                                                         | Canada                                                  | 31                                                      |                                                         |                                                         |                                                         |    |  | 29 mai 2016 au stade Gabriel-Montpied, Clermont-Ferrand | 29 mai 2016 au stade Gabriel-Montpied, Clermont-Ferrand |
|  | Canada                                                  | Canada                                                  | 31                                                      | 12                                                      |                                                         |                                                         |    |  | 29 mai 2016 au stade Gabriel-Montpied, Clermont-Ferrand | 29 mai 2016 au stade Gabriel-Montpied, Clermont-Ferrand |
|  | Canada                                                  |                                                         |                                                         | 12                                                      |                                                         |                                                         |    |  | 29 mai 2016 au stade Gabriel-Montpied, Clermont-Ferrand | 29 mai 2016 au stade Gabriel-Montpied, Clermont-Ferrand |
|  | Fidji                                                   | 5                                                       |                                                         |                                                         |                                                         |                                                         |    |  | 29 mai 2016 au stade Gabriel-Montpied, Clermont-Ferrand | 29 mai 2016 au stade Gabriel-Montpied, Clermont-Ferrand |
|  | Fidji                                                   | 5                                                       | Canada                                                  | 29                                                      |                                                         |                                                         |    |  |                                                         |                                                         |
|  | 29 mai 2016 au stade Gabriel-Montpied, Clermont-Ferrand |                                                         | Canada                                                  | 29                                                      |                                                         |                                                         |    |  |                                                         |                                                         |
|  |                                                         | Australie                                               | 19                                                      |                                                         |                                                         |                                                         |    |  |                                                         |                                                         |
|  | Nouvelle-Zélande                                        | Australie                                               | 19                                                      | 19                                                      |                                                         |                                                         |    |  |                                                         |                                                         |
|  | Nouvelle-Zélande                                        | 29 mai 2016 au stade Gabriel-Montpied, Clermont-Ferrand |                                                         | 19                                                      |                                                         |                                                         |    |  |                                                         |                                                         |
|  | France                                                  | 12                                                      |                                                         |                                                         |                                                         |                                                         |    |  |                                                         |                                                         |
|  | France                                                  | 12                                                      | Nouvelle-Zélande                                        | 5                                                       |                                                         |                                                         |    |  |                                                         |                                                         |
|  | 29 mai 2016 au stade Gabriel-Montpied, Clermont-Ferrand | 29 mai 2016 au stade Gabriel-Montpied, Clermont-Ferrand | Nouvelle-Zélande                                        | 5                                                       | Médaille de bronze                                      | Médaille de bronze                                      |    |  |                                                         |                                                         |
|  | 29 mai 2016 au stade Gabriel-Montpied, Clermont-Ferrand | 29 mai 2016 au stade Gabriel-Montpied, Clermont-Ferrand |                                                         | Australie                                               | Médaille de bronze                                      | Médaille de bronze                                      | 14 |  |                                                         |                                                         |
|  | Australie                                               | 35                                                      | 29 mai 2016 au stade Gabriel-Montpied, Clermont-Ferrand | 29 mai 2016 au stade Gabriel-Montpied, Clermont-Ferrand |                                                         |                                                         | 14 |  |                                                         |                                                         |
|  | Australie                                               | 35                                                      | 29 mai 2016 au stade Gabriel-Montpied, Clermont-Ferrand | 29 mai 2016 au stade Gabriel-Montpied, Clermont-Ferrand |                                                         |                                                         |    |  |                                                         |                                                         |
|  | Espagne                                                 | 0                                                       |                                                         | Angleterre                                              | 5                                                       |                                                         |    |  |                                                         |                                                         |
|  | Espagne                                                 | 0                                                       |                                                         | Angleterre                                              | 5                                                       |                                                         |    |  |                                                         |                                                         |
|  |                                                         |                                                         |                                                         |                                                         |                                                         |                                                         |    |  | Nouvelle-Zélande                                        | 22                                                      |
|  |                                                         |                                                         |                                                         |                                                         |                                                         |                                                         |    |  | Nouvelle-Zélande                                        | 22                                                      |

### Plate
|  | Demi-finales                                            | Demi-finales                                            |            |    | Finale                                                  | Finale                                                  |
|  | Demi-finales                                            | Demi-finales                                            |            |    | Finale                                                  | Finale                                                  |
|  |                                                         |                                                         |            |    |                                                         |                                                         |
|  | 29 mai 2016 au stade Gabriel-Montpied, Clermont-Ferrand | 29 mai 2016 au stade Gabriel-Montpied, Clermont-Ferrand |            |    | 29 mai 2016 au stade Gabriel-Montpied, Clermont-Ferrand | 29 mai 2016 au stade Gabriel-Montpied, Clermont-Ferrand |
|  | 29 mai 2016 au stade Gabriel-Montpied, Clermont-Ferrand | 29 mai 2016 au stade Gabriel-Montpied, Clermont-Ferrand |            |    | 29 mai 2016 au stade Gabriel-Montpied, Clermont-Ferrand | 29 mai 2016 au stade Gabriel-Montpied, Clermont-Ferrand |
|  | États-Unis                                              | 14                                                      |            |    | 29 mai 2016 au stade Gabriel-Montpied, Clermont-Ferrand | 29 mai 2016 au stade Gabriel-Montpied, Clermont-Ferrand |
|  | États-Unis                                              | 14                                                      |            |    | 29 mai 2016 au stade Gabriel-Montpied, Clermont-Ferrand | 29 mai 2016 au stade Gabriel-Montpied, Clermont-Ferrand |
|  | Fidji                                                   | 12                                                      |            |    | 29 mai 2016 au stade Gabriel-Montpied, Clermont-Ferrand | 29 mai 2016 au stade Gabriel-Montpied, Clermont-Ferrand |
|  | Fidji                                                   | 12                                                      | États-Unis | 19 |                                                         |                                                         |
|  | 29 mai 2016 au stade Gabriel-Montpied, Clermont-Ferrand |                                                         | États-Unis | 19 |                                                         |                                                         |
|  |                                                         | France                                                  | 22         |    |                                                         |                                                         |
|  | France                                                  | France                                                  | 22         | 17 |                                                         |                                                         |
|  | France                                                  |                                                         |            | 17 |                                                         |                                                         |
|  | Espagne                                                 | 0                                                       |            |    |                                                         |                                                         |
|  | Espagne                                                 | 0                                                       | 11e place  |    |                                                         |                                                         |
|  |                                                         |                                                         |            |    |                                                         |                                                         |
|  | 29 mai 2016 au stade Gabriel-Montpied, Clermont-Ferrand |                                                         |            |    |                                                         |                                                         |
|  |                                                         |                                                         |            |    |                                                         |                                                         |
|  | Fidji                                                   | 10                                                      |            |    |                                                         |                                                         |
|  | Fidji                                                   | 10                                                      |            |    |                                                         |                                                         |
|  | Espagne                                                 | 13                                                      |            |    |                                                         |                                                         |
|  | Espagne                                                 | 13                                                      |            |    |                                                         |                                                         |

### Bowl
|  | Demi-finales                                                      | Demi-finales                                            |           |    | Finale                                                  | Finale                                                  |
|  | Demi-finales                                                      | Demi-finales                                            |           |    | Finale                                                  | Finale                                                  |
|  |                                                                   |                                                         |           |    |                                                         |                                                         |
|  | 29 mai 2016 au stade Gabriel-Montpied, Clermont-Ferrand           | 29 mai 2016 au stade Gabriel-Montpied, Clermont-Ferrand |           |    | 29 mai 2016 au stade Gabriel-Montpied, Clermont-Ferrand | 29 mai 2016 au stade Gabriel-Montpied, Clermont-Ferrand |
|  | 29 mai 2016 au stade Gabriel-Montpied, Clermont-Ferrand           | 29 mai 2016 au stade Gabriel-Montpied, Clermont-Ferrand |           |    | 29 mai 2016 au stade Gabriel-Montpied, Clermont-Ferrand | 29 mai 2016 au stade Gabriel-Montpied, Clermont-Ferrand |
|  | Russie                                                            | 27                                                      |           |    | 29 mai 2016 au stade Gabriel-Montpied, Clermont-Ferrand | 29 mai 2016 au stade Gabriel-Montpied, Clermont-Ferrand |
|  | Russie                                                            | 27                                                      |           |    | 29 mai 2016 au stade Gabriel-Montpied, Clermont-Ferrand | 29 mai 2016 au stade Gabriel-Montpied, Clermont-Ferrand |
|  | Kenya                                                             | 12                                                      |           |    | 29 mai 2016 au stade Gabriel-Montpied, Clermont-Ferrand | 29 mai 2016 au stade Gabriel-Montpied, Clermont-Ferrand |
|  | Kenya                                                             | 12                                                      | Russie    | 24 |                                                         |                                                         |
|  | 29 mai 2016 au stade Gabriel-Montpied, Clermont-Ferrand           |                                                         | Russie    | 24 |                                                         |                                                         |
|  |                                                                   | Irlande                                                 | 5         |    |                                                         |                                                         |
|  | Japon                                                             | Irlande                                                 | 5         | 0  |                                                         |                                                         |
|  | Japon                                                             |                                                         |           | 0  |                                                         |                                                         |
|  | Irlande                                                           | 33                                                      |           |    |                                                         |                                                         |
|  | Irlande                                                           | 33                                                      | 11e place |    |                                                         |                                                         |
|  |                                                                   |                                                         |           |    |                                                         |                                                         |
|  | 29 mai 2016 à 16 h 34 au stade Gabriel-Montpied, Clermont-Ferrand |                                                         |           |    |                                                         |                                                         |
|  |                                                                   |                                                         |           |    |                                                         |                                                         |
|  | Kenya                                                             | 12                                                      |           |    |                                                         |                                                         |
|  | Kenya                                                             | 12                                                      |           |    |                                                         |                                                         |
|  | Japon                                                             | 5                                                       |           |    |                                                         |                                                         |
|  | Japon                                                             | 5                                                       |           |    |                                                         |                                                         |